# Peter Orullian
Peter Orullian is een Amerikaans schrijver van fantasy en musicus. Hij schreef onder meer The Unremembered. 

## Biografie
Orullian behaalde zijn bachelor Engels aan de Universiteit van Utah in 1991. Sindsdien heeft hij kortverhalen gepubliceerd in diverse anthologieën, waaronder verhalen die zich afspelen in Aeshau Vaal (de fictieve wereld in het boek The Unremembered). 
Enkele van Orullians muzikale inspanningen betreffen zijn betrokkenheid bij de 'Keep in True'-tour in Duitsland met Heir Apparent. 

### Boeken
- 2001 - At the Manger: The Stories of Those Who Were There
- 2011 - The Unremembered

### Kortverhalen die zich afspelen in Aeshau Vaal
- 2011 - Sacrifice of the First Sheason
- 2011 - The Great Defense of Layosah

### Kortverhalen
- 2006 - Lilith
- 2006 - God Uses a Rag
- 2007 - Beats of Seven
- 2008 - In Thought
- 2009 - RPG Reunion
- 2009 - Canticle of Abraham and Isaac
- 2009 - Guilt by Association
- 2011 - Roxanne

### Muzikale inspanningen
- 2006 - Heir Apparent
- 2010 - Fifth Angel